# Galambos Dorina
Galambos Dorina (Budapest, 1983. november 12. –) magyar énekesnő, a Mrs. Columbo együttes tagja.

## Pályája
Édesapja és nagybátyja fiatal koruktól kezdve gitároztak, így Dorina már korán elhatározta, hogy énekesnő lesz, 16 éves korától énektanárhoz járt. A Megasztár első szériájában 2003-ban bekerült a döntőbe, a legjobb 12 előadó közé. 2005-ben kiadta első albumát Játékország címmel, melynek első kislemeze, az Instant nő lett.
2008-ban Hudák Zsófi nagybőgőssel megalapították a Mrs. Columbo zenekart, mely kezdetben pop-rock slágereket dolgozott át jazzbe. Közben 2010-ben a Liszt Ferenc Zeneművészeti Egyetem jazz tanszakán diplomázott és a zenekar is egyre nagyobb népszerűségre tett szert, kedvelt szereplői lettek fesztiváloknak és kluboknak itthon és külföldön egyaránt. Első lemezük, a (re)make up, 2013-ban Fonogram Díjat nyert "Az év hazai jazzalbuma" kategóriában. Dorina és a zenekar 2012-től már saját szerzeményeket is jegyez, melyek közül az első, a Játszd Újra!, rögtön bekerült a 2012-es Eurovíziós Dalverseny legjobb 30 dala közé.
2014 márciusában jelent meg a zenekar első koncert dvd-je Mrs. Columbo Live címmel, melyet a Budapest Jazz Clubban rögzítettek.
Galambos Dorina másik zenekara a 2015-ben alakult, pszichedelikus blues-rockot játszó River of Lust.
Hobbija a főzés. Ennek következtében 2011 őszén Péterfi-Nagy Évivel gasztro videóblogot indított, UFF!, azaz Unokáink is főzni fogják címmel. 2014-től blogjukkal a life.hu sztárszerzői lettek. Ennek célja, hogy megmutassák, két fiatal feleség is feltalálhatja magát a konyhában, és nem kell mesterszakácsnak lenni ahhoz, hogy valami finomság kerüljön az asztalra.
Férje, a United és B the First együttes frontembere Pély Barna volt, akivel az első Megasztár alatt ismerkedett meg 2003-ban. 2013-ban házasodtak össze. 2018-ban elváltak.

## Albumok
| Év   | Album                           | Legmagasabb helyezés                   | Minősítés |
| Év   | Album                           | MAHASZ Top 40 album- és válogatáslemez | Minősítés |
| ---- | ------------------------------- | -------------------------------------- | --------- |
| 2005 | Játékország - Megjelenés: 2005. | -                                      |           |